# London Contemporary Dance Theatre
La London Contemporary Dance Theatre (LCDT) è stata una compagnia di danza moderna fondata da Robin Howard e diretta da Robert Cohan. Fondata nel 1967, la compagnia è rimasta operativa fino al 1994 con sede al The Place di Londra.

## Storia
La LCDT è stata fondata nel 1967 e si affermata come una delle prime compagnie di danza moderna nel Regno Unito. Fortemente influenzata da coreografi statunitensi di danza moderna e postmoderna come Martha Graham e Merce Cunningham, la compagnia ha svolto un ruolo chiave nello sviluppo e diffusione della danza moderna in Gran Bretagna.
Nel corso della sua storia la compagnia si è avvalsa di coreografi di rilievo come Siobhan Davies, Christopher Bannerman e Micha Bergese, che hanno portato in scena le loro creazioni al Teatro Sadler's Wells e in tournée britanniche ed internazionali. La London Contemporary Dance Theatre si è aggiudicata i maggiori premi del teatro londinesi, tra cui l'Evening Standard Theatre Award nel 1975 e tre Laurence Olivier Award per l'eccellenza nella danza, rispettivamente nel 1978, nel 1990 e nel 1994.

## Coreografie (parziale)
- Cell (1969)
- Troy Game (1974)
- Forest (1976)
- Nympheas (1976)
- Stabat Mater (1976)
- Sphinx (1977)
- Rainbow Bandit (1979)
- Run Like Thunder (1983)